# Брюс Мюррей (футболіст)
Брюс Едвард Мюррей (англ. Bruce Edward Murray; 25 січня 1966; Джермантаун, Меріленд) — американський футболіст, нападник, який на момент свого відходу з футболу був найкращим бомбардиром збірної США за всю історію. За це досягнення, журнал «Футбол Америки» включив його в символічну коледжну збірну століття. Він встиг професійно пограти в Європі і США. До відходу зі спорту Мюррей зіграв 86 матчів за національну збірну, відзначившись 21 раз, у тому числі і на чемпіонаті світу 1990 року. В 1989 році був у складі збірної США на чемпіонаті світу з футзалу, яка посіла третє місце. Брюс Мюррей включений в Національний футбольний зал слави США.

## Кар'єра

### Школа та університет
Мюррей виріс і навчався в місцевій школі в Меріленді. Граючи за збірну школи, вигравав національні чемпіонати у віковій групі до 16 років і в 1983 році до 19 років.
Після закінчення школи вступив у Клемсонський університет, де в період 1984—1987 років грав за чоловічу команду університету «Клемсон Тайгерз» на позиції нападника. У 1984 році університет зайняв перше місце в Першому дивізіоні футбольного чемпіонату NCAA, обігравши Індіану з рахунком 2:1. У 1987 році він знову виграв трофей у фінальному матчі здолавши Сан-Дієго. За сезон він забив 40 м'ячів і віддав 40 результативних передач. За ці досягнення він був названий найкращим гравцем сезону в NCAA. У 1993 році, Мюррей був включений в Клемсонську залу слави.

### Клубна кар'єра
У 1988 році Мюррей підписав контракт з «Вашингтон Старз», який виступав в Американській футбольній лізі. У цьому сезоні клуб посів третє місце. Хоча права на гравця належали «Вашингтону», наступні два сезони він провів у Швейцарії, граючи за «Люцерн». У 1990 році АФЛ об'єдналася з Західною Футбольною Лігою і стала називатися Американською Професійною Футбольною Лігою. Команда виступала невдало і Мюррей перейшов в «Меріленд Бейз», де зіграв 9 матчів, забивши 2 м'ячі.
Підписавши домовленість з Федерацією футболу США, яка передбачала його постійне перебування в команді, Мюррей деякий час не грав ні за які клуби. 30 липня 1993 року Федерація футболу США звільнила його від своїх обов'язків і дозволила йому продовжити кар'єру в Європі. Мюррей переїхав в Англію, щоб грати за «Міллволл».
9 серпня 1993 року підписав контракт з клубом і зумів забити у своєму першому ж матчі, який закінчився перемогою над «Сток Сіті» з рахунком 2:1. Але заграти в «Міллволлі» у нього не вийшло. Він був відправлений в оренду в «Стокпорт Каунті». 12 жовтня 1994 року клуб звільнив Мюррея від обов'язків [Архівовано 23 березня 2010 у Wayback Machine.].
Повернувшись в США, Мюррей підписав контракт з «Атлантою Ракес».
Наприкінці 1995 року через травму коліна оголосив про завершення кар'єри гравця.

### Національна збірна
Свій перший матч за збірну Мюррей зіграв 16 червня 1985 року в Лос-Анджелесі, США програла Англії з рахунком 5:0.Перший м'яч забив 7 лютого 1986 року в матчі з Уругваєм. Мюррей перебував у складі команди і на ОІ 1988 року, і на ЧС 1990 року, на який американці пробилися вперше з 1950 року.
Всього Мюррей зіграв за збірну США 86 матчів, в яких зумів відзначитися 21 раз.
Також Мюррей грав за збірну США з футзалу, за яку зіграв 6 матчів, забив 1 м'яч.

### Подальша доля
17 вересня 2004 року Гарвардський університет оголосив, що Мюррей був найнятий як помічник головного тренера чоловічої футбольної команди [Архівовано 17 жовтня 2007 у Wayback Machine.], де пропрацював два роки.
20 березня 2011 року Мюррей був включений в Національну футбольну залу слави.

## Титули і досягнення
- Срібний призер Чемпіонату націй КОНКАКАФ: 1989
- Переможець Золотого кубка КОНКАКАФ: 1991